# (9152) Combe
(9152) Combe est un astéroïde de la ceinture principale.

## Description
(9152) Combe est un astéroïde de la ceinture principale. Il fut découvert le 1er novembre 1980 à l'observatoire Palomar par Schelte J. Bus. Il présente une orbite caractérisée par un demi-grand axe de 2,36 UA, une excentricité de 0,24 et une inclinaison de 3,6° par rapport à l'écliptique.

## Compléments